# Mantilla

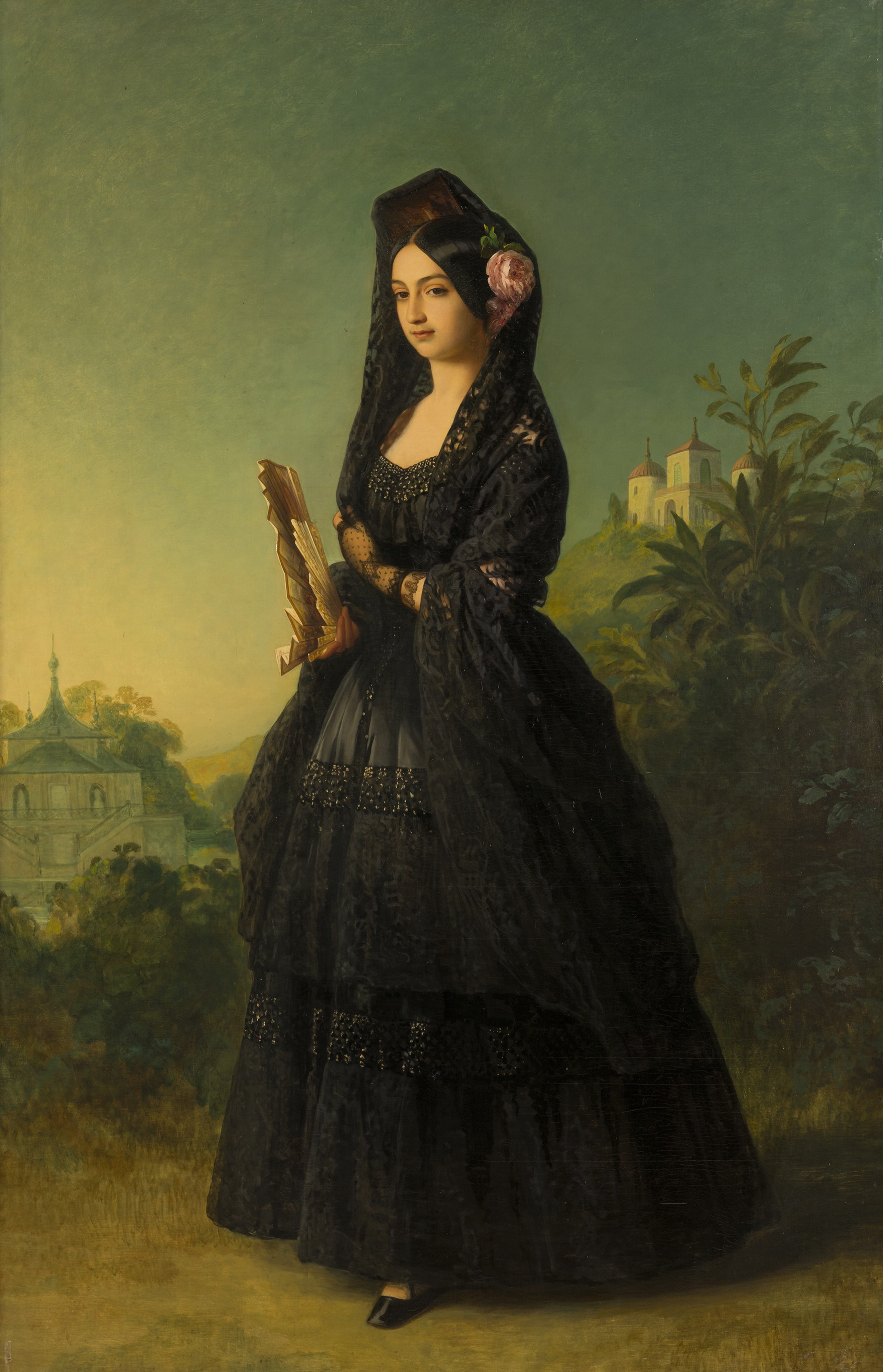
Die Infantin Luisa Fernanda mit Mantilla, Ölbild von Franz Xaver Winterhalter (um 1847)

Die Mantilla [man'tiʎa] (‚Mäntelchen‘, Diminutiv von spanisch manto ‚Mantel‘, katalanisch Mantellina) ist ein zu festlichen Anlässen getragenes Schleiertuch der spanischen Frauen, das den Kopf und den Hals bis auf die Schultern bedeckt. 
Mantilla bezeichnet auch den in der katholischen Kirche während einiger Jahrzehnte des 20. Jahrhunderts vorgeschriebenen Kirchenschleier für Frauen, sowie seit etwa der Mitte des 18. Jahrhunderts auch ein leichtes Frauenmäntelchen, später überhaupt einen Rückenmantel von leichtem Seidenzeug, der bis an die Knie reichte. Diese Bezeichnung wurde von der Mode auch als Begriff für ein leichtes Seidengewebe übernommen. In der deutschsprachigen Literatur findet sich als Bezeichnung für die Mantilla gelegentlich der veraltete Gallizismus Mantille.

## Funktion

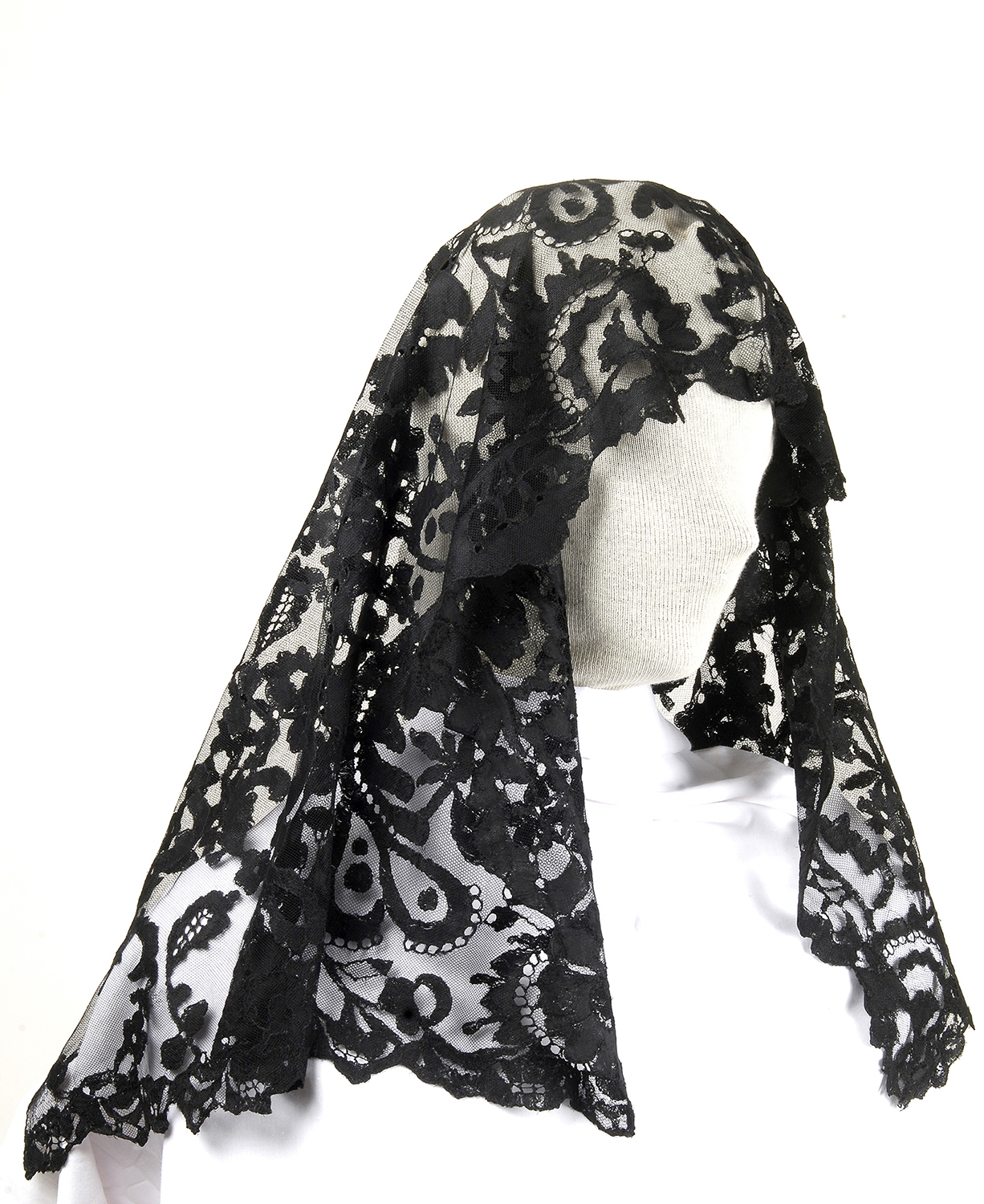
Mantellina de blonda (Spitzentuch) aus der Region Valencia

Das Tuch wird im spanischen Kulturraum zur Festtracht getragen und ist größtenteils in Spitzentechnik gefertigt. An der Farbe der Mantilla kann man in einigen Gegenden Spaniens den Personenstand der Trägerin erkennen: Schwarz bedeutet, dass die Frau verheiratet ist, Weiß symbolisiert Jungfräulichkeit.
In Spanien wird bis heute zu bestimmten Anlässen immer noch eine Mantilla getragen, insbesondere in der vorösterlichen Karwoche, sowie anlässlich von Stierkämpfen und Hochzeiten.

### Die Mantilla als Kirchenschleier
In der katholischen Kirche sah der Codex Iuris Canonici (CIC) von 1917 vor, dass Frauen bei der Heiligen Messe und in Gegenwart des Allerheiligsten einen Kirchen- oder Kommunionschleier tragen sollten, während Männer in der Kirche die Kopfbedeckung abnehmen mussten. Die Regel ging auf eine Anweisung des Apostels Paulus im Korintherbrief zurück (1 Kor 11, 5). Die Verpflichtung wurde durch den CIC von 1983 aufgehoben. Das Tragen eines Kommunionschleiers für Frauen ist seither zwar nicht mehr verpflichtend, wird aber vereinzelt weiterhin oder wieder praktiziert.
Bei Privataudienzen beim Papst gehört das Tragen einer Mantille nach wie vor zum Protokoll. Die Tradition des sogenannten Privilège du blanc gestattet Königinnen und Prinzessinnen katholischer Königshäuser (und nur ihnen) das Tragen weißer Mantillen und Kleider bei Papstaudienzen und der Heiligen Messe zur Amtseinführung eines Papstes.